# Brothers (serie televisiva 1984)
Brothers  è una serie televisiva statunitense in 115 episodi trasmessi per la prima volta nel corso di 5 stagioni dal 1984 al 1989.
È una sitcom incentrata sulle vicende dei tre fratelli Waters di Filadelfia: Lou, un caposquadra edile un po' rozzo, Joe, ex giocatore di football e proprietario di un bar, e Cliff, il fratello minore omosessuale che scappa dall'altare il giorno delle nozze nel corso del primo episodio.
La serie fu rifiutata dalla ABC e dalla NBC a causa dei temi trattati (l'omosessualità con tanto di baci tra uomini, l'AIDS, ecc.) e fu infine acquistata e trasmessa dalla rete via cavo Showtime.

## Personaggi e interpreti

### Personaggi principali
- Joe Waters (stagioni 1-5), interpretato da Robert Walden.
- Cliff Waters (stagioni 1-5), interpretato da Paul Regina.
- Lou Waters (stagioni 1-5), interpretato da Brandon Maggart.
- Penny Waters (stagioni 1-5), interpretata da Hallie Todd.
- Donald Maltby (stagioni 1-5), interpretato da Philip Charles MacKenzie.
- Kelly Hall (stagioni 1-4), interpretato da Robin Riker.
- Sam Waters (stagioni 1-5), interpretato da Mary Ann Pascal.
- Louella (stagioni 1-5), interpretato da Yeardley Smith.
- Mike (stagioni 1-5), interpretato da Timothy Williams.
- Gilly Box (stagioni 3-5), interpretato da Bob Sweeney.

### Personaggi secondari
- Bubba (stagioni 1-2), interpretato da James Avery.
- Bruno (stagione 1), interpretato da Luis De Jesus.
- Flo Waters (stagioni 1-2), interpretata da Carol Locatell.
- Marcus (stagione 1), interpretato da Shelley Berman.
- Jeff (stagioni 1-2), interpretato da Guerin Barry.
- Raoul (stagione 1), interpretato da John Vargas.
- Stretch (stagione 1), interpretato da Fred Pierce.
- Agente Lewis (stagioni 2-3), interpretato da Leonard R. Garner Jr..
- Brett (stagione 2), interpretato da Charles Van Eman.
- Duke (stagioni 2-3), interpretato da Jack Burns.
- Bucky Waters (stagioni 2-4), interpretato da John Putch.
- Zia Wilhemena (stagione 3), interpretata da Billie Bird.
- Frederick Smythe (stagione 3), interpretato da Jay Louden.
- Jim Grant (stagione 4), interpretato da Tommy Hinkley.

## Produzione
La serie fu prodotta da Showtime Networks. Le musiche furono composte da Howard Pearl e Dan Foliart.

### Registi
Tra i registi sono accreditati:
- Shelley Jensen in 31 episodi (1984-1989)
- Greg Antonacci in 18 episodi (1984-1986)
- Philip Charles MacKenzie in 10 episodi (1987-1989)
- Joel Zwick in 8 episodi (1984-1985)
- Dick Martin in 5 episodi (1985-1986)
- Lee Shallat Chemel in 5 episodi (1986)
- Jules Lichtman in 3 episodi (1986-1987)
- Robert Walden in 3 episodi (1987-1989)
- Tom Trbovich in 2 episodi (1985)
- Leonard R. Garner Jr. in 2 episodi (1987-1989)
- Jerry Lewis in un episodio (1985)

### Sceneggiatori
Tra gli sceneggiatori sono accreditati:
- David Lloyd in 113 episodi (1984-1989)
- Nick LeRose in 27 episodi (1985-1989)
- Greg Antonacci in 22 episodi (1984-1986)
- Stu Silver in 13 episodi (1984-1985)
- Rick Newberger in 11 episodi (1986-1989)
- Lissa Levin in 6 episodi (1985-1987)
- Mark Masuoka in 5 episodi (1985-1986)
- Katherine Green in 4 episodi (1986)
- Ray Morton in 4 episodi (1987-1988)
- Timothy Williams in 4 episodi (1987-1988)
- Ron Burla in 3 episodi (1985-1986)
- Jack Burns in 3 episodi (1985)
- Joyce Gittlin in 2 episodi (1984)
- Stephen Neigher in 2 episodi (1984)
- Jeffrey Richman in 2 episodi (1984)
- Robert Walden in 2 episodi (1985-1989)
- Robert Schechter in 2 episodi (1985-1986)
- Gary Nardino in 2 episodi (1989)

## Distribuzione
La serie fu trasmessa negli Stati Uniti dal 13 luglio 1984 al 5 maggio 1989  sulla rete televisiva Showtime. In Italia è stata trasmessa con il titolo Brothers.

## Episodi
| Stagione         | Episodi | Prima TV USA | Prima TV Italia |
| ---------------- | ------- | ------------ | --------------- |
| Prima stagione   | 14      | 1984         |                 |
| Seconda stagione | 25      | 1985         |                 |
| Terza stagione   | 25      | 1986         |                 |
| Quarta stagione  | 25      | 1987         |                 |
| Quinta stagione  | 26      | 1988-1989    |                 |